# Jay Litherland
Jay Litherland est un nageur américain né le 24 août 1995 à Osaka, au Japon.
Il remporte la médaille d'argent du 400 m 4 nages masculin aux Jeux olympiques d'été de 2020 à Tokyo.

## Palmarès

### Jeux olympiques
- Tokyo 2020
  -  Médaille d'argent du 400 mètres 4 nages

### Championnats du monde
- Budapest 2017
  -  Médaille de bronze du 4 × 200 mètres nage libre (ne nage que les séries)
- Gwangju 2019
  -  Médaille d'argent du 400 mètres 4 nages